# Dendropithecus
Dendropithecus (від давньогрецького δένδρον (déndron), «дерево» + πίθηκος (píthēkos), «мавпа») — вимерлий рід людиноподібних мавп, що мешкав у Східній Африці 20–15 мільйонів років тому. Спочатку вважалося, що дендропітеки пов'язані з сучасними гібонами, в основному на основі схожості в розмірі, зубах і адаптації скелета. Проте подальші дослідження показали, що у дендропітека відсутні похідні гоміноїдні ознаки. Натомість риси, спільні між цим таксоном і сучасними приматами, є примітивними для всіх катаринів. Зараз дендропітеків вважають стовбуровими катаринами, надто примітивними, щоб бути близькими до будь-яких сучасних приматів.
Дендропітек був худорлявою мавпою, довжиною тіла близько 60 сантиметрів. Структура його рук свідчить про те, що він міг би стрибати, гойдаючись за руки між деревами, але він не був би таким ефективним у цій формі пересування, як сучасні гібони. Проте його зуби свідчать про дієту, схожу на гібонів, яка, ймовірно, складається з фруктів, м'якого листя та квітів.
Dendropithecus macinnesi спочатку був описаний як новий вид Limnopithecus, L. macinnesi, у 1950 році, перш ніж він був визнаний окремим родом у 1977 році. D. ugandensis, відомий переважно з матеріалу з Напака, Уганда, морфологічно подібний до D. macinnesi, але на 15–20% менший за типовий вид. Додатковий вид, D. orientalis, був описаний у 1990 році з відкладень середнього міоцену на півночі Таїланду, але був перенесений до роду пліопітецидів Dionysopithecus у 1999 році.